# Ortwin De Wolf
Ortwin De Wolf, né le 23 avril 1997 à Lokeren en Belgique, est un footballeur belge qui joue au poste de gardien de but au KV Malines.

## Biographie

### En sélections nationales
Ortwin De Wolf compte 10 sélections pour 4 capes chez les espoirs belges et participe notamment à la campagne de qualification pour l'Euro 2019, que les Diablotins achèvent en tête de leur groupe, se qualifiant ainsi pour la phase finale en Italie et à Saint-Marin. Il dispute les deux dernières rencontres de poules du tournoi final, face à l'Espagne et à l'Italie, en lieu et place de Nordin Jackers,.
En octobre 2024, lorsque Matz Sels déclare forfait pour les rencontres de Ligue des nations face à l'Italie et à la France, Domenico Tedesco le sélectionne pour la première fois chez les Diables Rouges comme troisième gardien mais il reste toutefois sur le banc lors de ce rassemblement.

## Statistiques

### En club
| Saison                | Club                    | Championnat           | Championnat | Championnat | Coupe(s) nationale(s) | Coupe(s) nationale(s) | Compétition(s) continentale(s) | Compétition(s) continentale(s) | Compétition(s) continentale(s) | Autres compétitions | Autres compétitions | Autres compétitions | Total | Total |
| Saison                | Club                    | Division              | M.          | B.          | M.                    | B.                    | Comp.                          | M.                             | B.                             | Comp.               | M.                  | B.                  | M.    | B.    |
| 2016-2017             | KSC Lokeren             | Division 1A           | -           | -           | -                     | -                     | -                              | -                              | -                              | PO2                 | 1                   | 0                   | 1     | 0     |
| 2017-2018             | KSC Lokeren             | Division 1A           | 1           | 0           | 1                     | 0                     | -                              | -                              | -                              | PO2+BE              | 6+1                 | 0+0                 | 9     | 0     |
| 2018-2019             | KSC Lokeren             | Division 1A           | 19          | 0           | 2                     | 0                     | -                              | -                              | -                              | -                   | -                   | -                   | 21    | 0     |
| Sous-total            | Sous-total              | Sous-total            | 20          | 0           | 3                     | 0                     | -                              | -                              | -                              | -                   | 8                   | 0                   | 31    | 0     |
| 2019-2020             | KAS Eupen               | Division 1A           | 28          | 0           | 1                     | 0                     | -                              | -                              | -                              | -                   | -                   | -                   | 29    | 0     |
| 2020-2021             | KAS Eupen               | Division 1A           | 12          | 0           | -                     | -                     | -                              | -                              | -                              | -                   | -                   | -                   | 12    | 0     |
| Sous-total            | Sous-total              | Sous-total            | 40          | 0           | 1                     | 0                     | -                              | -                              | -                              | -                   | -                   | -                   | 41    | 0     |
| 2020-2021             | Royal Antwerp FC (prêt) | Division 1A           | 7           | 0           | 2                     | 0                     | C3                             | 2                              | 0                              | PO1                 | 0                   | 0                   | 11    | 0     |
| 2021-2022             | Royal Antwerp FC        | Division 1A           | 0           | 0           | 1                     | 0                     | C3                             | 0                              | 0                              | PO1                 | 0                   | 0                   | 1     | 0     |
| 2022-2023             | Royal Antwerp FC        | Division 1A           | 0           | 0           | 0                     | 0                     | C4                             | 0                              | 0                              | PO1                 | 0                   | 0                   | 0     | 0     |
| 2023-2024             | Royal Antwerp FC        | Division 1A           | -           | -           | -                     | -                     | C1                             | 0                              | 0                              | PO1                 | -                   | -                   | 0     | 0     |
| Sous-total            | Sous-total              | Sous-total            | 7           | 0           | 3                     | 0                     | -                              | 2                              | 0                              | -                   | 0                   | 0                   | 12    | 0     |
| 2022-2023             | Young Reds              | Nationale 1           | 4           | 0           | -                     | -                     | -                              | -                              | -                              | -                   | -                   | -                   | 4     | 0     |
| 2023-2024             | Young Reds              | Nationale 1           | 4           | 0           | -                     | -                     | -                              | -                              | -                              | -                   | -                   | -                   | 4     | 0     |
| Sous-total            | Sous-total              | Sous-total            | 8           | 0           | -                     | -                     | -                              | -                              | -                              | -                   | -                   | -                   | 8     | 0     |
| 2023-2024             | SV Zulte Waregem        | Division 1B           | 14          | 0           | -                     | -                     | -                              | -                              | -                              | PO                  | 2                   | 0                   | 16    | 0     |
| 2024-2025             | KV Malines              | Division 1A           | 30          | 0           | 1                     | 0                     | -                              | -                              | -                              | PO2                 | 9                   | 0                   | 40    | 0     |
| 2025-2026             | KV Malines              | Division 1A           | 3           | 0           | -                     | -                     | -                              | -                              | -                              | -                   | -                   | -                   | 3     | 0     |
| Sous-total            | Sous-total              | Sous-total            | 33          | 0           | 1                     | 0                     | -                              | -                              | -                              | -                   | 9                   | 0                   | 43    | 0     |
| Total sur la carrière | Total sur la carrière   | Total sur la carrière | 122         | 0           | 8                     | 0                     | -                              | 2                              | 0                              | -                   | 19                  | 0                   | 151   | 0     |